# Amor e Amizade (Dia Sim, Dia Não)
Amor e Amizade (também conhecido como Dia Sim, Dia Não) é o décimo álbum de estúdio da dupla brasileira de música sertaneja João Mineiro & Marciano. Foi lançado em 1984 pelo selo Copacabana. Foram lançados três singles, dentre os quais se destacaram mais "As Paredes Azuis" e "Telefone Mais".

## Antecedentes
Antes de Amor e Amizade, as músicas de sucesso de João Mineiro & Marciano foram: "Mais Uma Noite Vou Dormir Sem Meu Bem" (1976), "Chuvas de Maio" (1978), "Minha Serenata" (1979), "Esta Noite Como Lembrança" (1980) e "Viciado em Você" (1983).

## Singles e repercussão do álbum
Foi com este álbum que se iniciou o auge da dupla. O primeiro single, "As Paredes Azuis" ("A Primeira Vez" como lado B), se tornou em pouco tempo uma das músicas mais tocadas do final de 1984 no segmento sertanejo, perdendo apenas para "Telefone Mudo", do Trio Parada Dura (composta por Peão Carreiro e Franco).
Os outros dois singles também foram bastante executados nas rádios brasileiras:
- "Telefone Mais" ("A Gaveta" como lado B);
- "Amor e Amizade (Dia Sim, Dia Não)" ("Ponto 20" como lado B).

## Faixas
| N.º | Título                              | Compositor(es)                          | Duração |  |
| 1.  | "Amor e Amizade (Dia Sim, Dia Não)" | Darci Rossi / Marciano                  | 2:51    |  |
| 2.  | "Morrendo Por Alguém"               | Darci Rossi / Marciano                  | 3:58    |  |
| 3.  | "Telefone Mais"                     | Darci Rossi / Marciano / José Homero    | 2:50    |  |
| 4.  | "Cem Anos"                          | Darci Rossi / Marciano / João Mineiro   | 2:28    |  |
| 5.  | "As Paredes Azuis"                  | Darci Rossi / Marciano                  | 3:26    |  |
| 6.  | "Ponto 20"                          | Darci Rossi / Marciano / Adriano Garcia | 2:41    |  |
| 7.  | "Ser Mulher"                        | Darci Rossi / Marciano                  | 3:07    |  |
| 8.  | "A Primeira Vez"                    | Darci Rossi / Marciano                  | 3:29    |  |
| 9.  | "A Gaveta"                          | Darci Rossi / Marciano / João Mineiro   | 2:51    |  |
| 10. | "Faça-Me Um Favor"                  | Darci Rossi / Marciano                  | 2:59    |  |
| 11. | "Sonho da Minha Vida"               | Darci Rossi / Marciano / João Mineiro   | 3:06    |  |
| 12. | "Procure Por Mim"                   | Darci Rossi / Marciano / João Mineiro   | 2:43    |  |